# Božidar Boško Pantić
Božidar Boško Pantić (Beograd, januar 1933 — Beograd, april 2016) bio je muzički urednik na Radio-televiziji Srbije. 

## Biografija
Božidar Pantić je rođen u Beogradu, gde je završio Šestu mušku realnu gimnaziju, Osnovnu muzičku školu „Stanković”, Srednju muzičku školu pri Muzičkoj akademiji u Beogradu, Prvi stepen Muzičke akademije na odseku za gudačke instrumente i Filozofski fakultet – Katedra za Istoriju umetnosti. 
Nakon odsluženja vojnog roka godinu dana radi za Radio Beograd. Zatim prelazi u Televiziju Beograd, koja se tek nalazila u svojim pionirskim danima. Božidar Pantić proveo je skoro pune četiri decenije radeći na televiziji na poziciji muzičkog urednika. Otišao je u penziju januara 2001. godine. Radeći u Televiziji Beograd, odnosno RTS (Radio-televizija Srbije), ostavio je trag u njoj, pre svega kada se misli na muzički program i to sa emisijama u kojima je prikazivana izvorna narodna muzika Jugoslavije i Srbije. 
Tokom karijere na televiziji, Božidar Pantić radio je kao muzički urednik na serijalima: Kod zlatnog konja, Od srca srcu, Selo moje, Tiho noći, U potrazi za izgubljenom melodijom, Siluete i mnogim drugim. Za svoj rad dobio je 1994. Godišnju nagradu Televizije Beograd za emisiju „Od srca srcu“.
2013. godine je objavio knjigu "Priče iza televizijskog ekrana", gde iznosi svoja sećanja na vreme rada u televiziji.

## Rad na Radio-televiziji Srbije

### Serijal "Selo moje"
Jedan od najdužih serijala na kojima je radio je „Selo moje“. Cilj je bio sakupiti razne folklorne grupe iz svih krajeva zemlje, koje su dovođene u studio da prikažu svoju nošnju, igre, pesme...

### Serijal "Kod zlatnog konja"
"Kod zlatnog konja" bio je serijal emisija sniman sa prekidima u periodu od 1993. do 2000. godine. Pored muzičkog sadržaja, bile su protkane i istorijske teme, poput priče o Arčibaldu Rajsu, Kremanskom proročanstvu, ubistvu Karađorđa...

### "Vitezi slobode" - 70. godina od proboja Solunskog fronta
Emisija posvećena sedamdesetogodišnjici proboja Solunskog fronta. O junaštvu i golgoti srpskih vojnika i civila, učesnika u Prvom svetskom ratu govore i pesme koje su obeležile ovo vreme: "Oj, Srbijo mila mati", "Na Šabac je udario Švaba", "U ranama na bojištu", "Marš na Drinu", "Srpski vojnik u boj kreće", "Ne žali me majko, ne žali me sejo"; "Zatresla se sva Evropa", "Niko ne zna šta su muke teške", "Jasenice tija vodo, ti ostaješ, a ja odo"…
Scenario Branko V. Radičević, reditelj Andrija Đukić, urednik Božidar Pantić, 1989.

### Koncert u Londonu 1995. - "Srcem srcu"
Koncert u Londonu održan je 1995. godine u organizaciji dobrotvornog društva „Sveti Nikola“ uz pomoć RTS-a, gde su uz pratnju orkestra Branka Belobrka, učestvovali Merima Njegomir, Staniša Stošić, Milan Babić, Bora Dugić i drugi najeminentniji vokalni solisti izvorne narodne muzike.

### "Cinerail" festival u Parizu 1999. godine
Emisija “Šargan” iz serijala Kod zlatnog konja, urađena u saradnji sa Tanjom Fero, koja je za temu imala oživljavanje uzane pruge, Šarganske osmice, bila je prikazana 1999. godine u Parizu na 8. međunarodnom festivalu železničkog filma Cinerail.

## Spoljašnje veze
- Emisija Vitezi Slobode
- Kod Zlatnog konja - Staniša Stošić
- Ciganske melodije - Ansambl Romalen RTB 1969
- Čučuk Stana i Hajduk Veljko (1972)
- Siluete - Nada Mamula - Nadin sevdah
- http://www.rts.rs/page/tv/sr/story/21/rts-2/1182150/trezor.html
- http://www.rts.rs/page/tv/sr/story/21/rts-2/1515992/trezor.html
- http://www.rts.rs/page/tv/sr/story/22/RTS+Satelit/1905547/Vreme+televizije.html?email=yes
- http://www.rts.rs/page/tv/sr/story/21/RTS+2/1438009/Trezor+.html?email=yes